# Solanum chenopodinum
Solanum chenopodinum är en potatisväxtart som beskrevs av Ferdinand von Mueller. Solanum chenopodinum ingår i släktet skattor som ingår i familjen potatisväxter. Inga underarter finns listade i Catalogue of Life.

## Bildgalleri

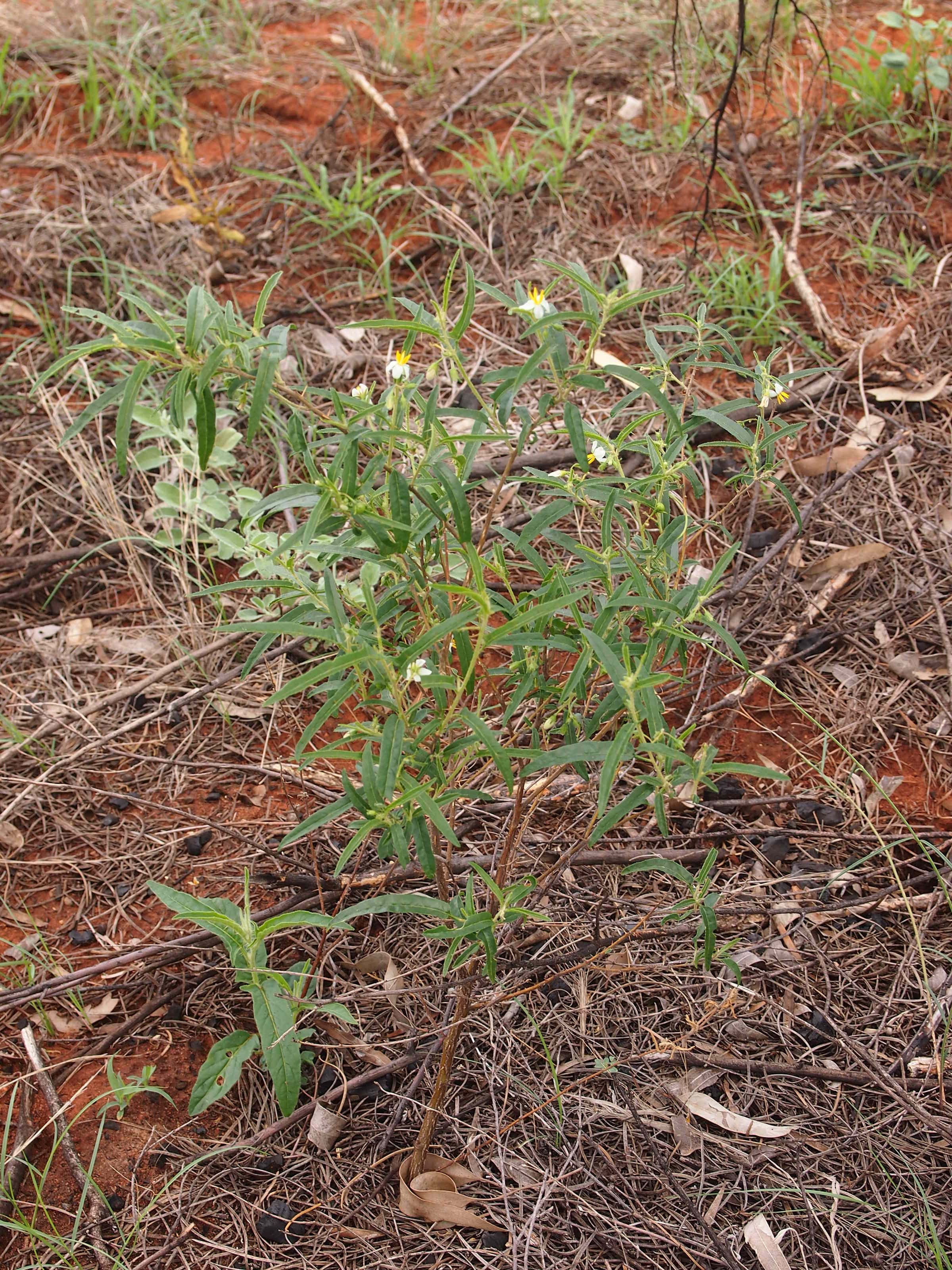